# René Bégin
René Bégin (* 2. Juli 1912 in Québec; † 18. November 1981) war ein kanadischer Politiker (Liberal Party).

## Karriere
Bégin wurde 1957 ins House of Commons als Kandidat für Quebec West gewählt. Die Wahlen 1953 (als unabhängiger Liberaler), 1958 und 1962 (als Mitglied der Liberalen Partei) verlor er.